# Európai valutaegység
Az európai valutaegység (angolul European Currency Unit, rövidítve ECU; szimbóluma: ₠) az Európai Közösség, majd az Európai Unió valutája volt 1979-től 1999-ig, az euró bevezetéséig. ISO 4217-es kódja XEU volt. Az ECU rövidítés egyben utalás volt egy régi francia pénznemre, az écu-re.
Az európai valutaegység sosem létezett bankjegyek vagy érmék formájában. Célja egyrészt a tagállamok valutái közti ingadozás mérséklése volt, másrészt az, hogy a Közösség gazdasági ügyletei egy közös pénzegységben legyenek elszámolhatók.
Az ECU árfolyamát a tagállamok valutaárfolyamainak súlyozott átlaga adta. A súlyokat a tagállamoknak a Közösség belkereskedelmén belüli részesedésének arányában, ötévente határozták meg.
| Valuta           | 1979. március 13. – 1984. szeptember 16. | 1984. szeptember 17. – 1989. szeptember 21. | 1989. szeptember 21. – 1999. december 31. |
| ---------------- | ---------------------------------------- | ------------------------------------------- | ----------------------------------------- |
| Belga frank      | 9,64%                                    | 8,57%                                       | 8,183%                                    |
| Dán korona       | 3,06%                                    | 2,69%                                       | 2,653%                                    |
| Font sterling    | 13,34%                                   | 14,98%                                      | 12,452%                                   |
| Francia frank    | 19,83%                                   | 19,06%                                      | 20,316%                                   |
| Görög drachma    | –                                        | 1,31%                                       | 0,437%                                    |
| Holland forint   | 10,51%                                   | 10,13%                                      | 9,98%                                     |
| Ír font          | 1,15%                                    | 1,20%                                       | 1,086%                                    |
| Német márka      | 32,98%                                   | 32,08%                                      | 31,955%                                   |
| Luxemburgi frank | –                                        | –                                           | 0,322%                                    |
| Olasz líra       | 9,49%                                    | 9,98%                                       | 7,840%                                    |
| Portugál escudo  | –                                        | –                                           | 0,695%                                    |
| Spanyol peseta   | –                                        | –                                           | 4,138%                                    |

A tagállamok valutái az ECU-ben megállapított árfolyamuktól legfeljebb 2,25%-ban térhettek el, kivéve az olasz lírát, amelynél 6% volt a maximális megengedett ingadozás. Ellenben, 1993-ban a maximális megengedett eltérést 15%-ra módosították.
Az euró 1999-es bevezetésekor az új valuta árfolyamát pontosan 1 ECU-ben határozták meg.